# Krusha e Madhe
Krusha e Madhe (albanisch auch Krushë e Madhe, serbisch Велика Круша Velika Kruša) ist eine Ortschaft der Gemeinde Rahovec im Kosovo.

## Geografie
Krusha e Madhe liegt im Tal des Weißen Drin, der etwa zwei Kilometer südwestlich vom Ort fließt. Zwischen der Ortschaft und dem Flussufer erstrecken sich weitläufig landwirtschaftlich genutzte Flächen. Benachbarte Ortschaften sind nordwestlich Celina, nordöstlich Nagac und südöstlich das zur Gemeinde Prizren gehörende Krusha e Vogël.

## Geschichte
Nach der Eroberung Kosovos durch das Königreich Serbien während des Ersten Balkankrieges 1912 richtete die serbische Regierung eine Militärverwaltung vor Ort ein, wobei Krusha e Madhe Teil der neu geschaffenen Gemeinde Mala Kruša (heute Krusha e Vogël) wurde.

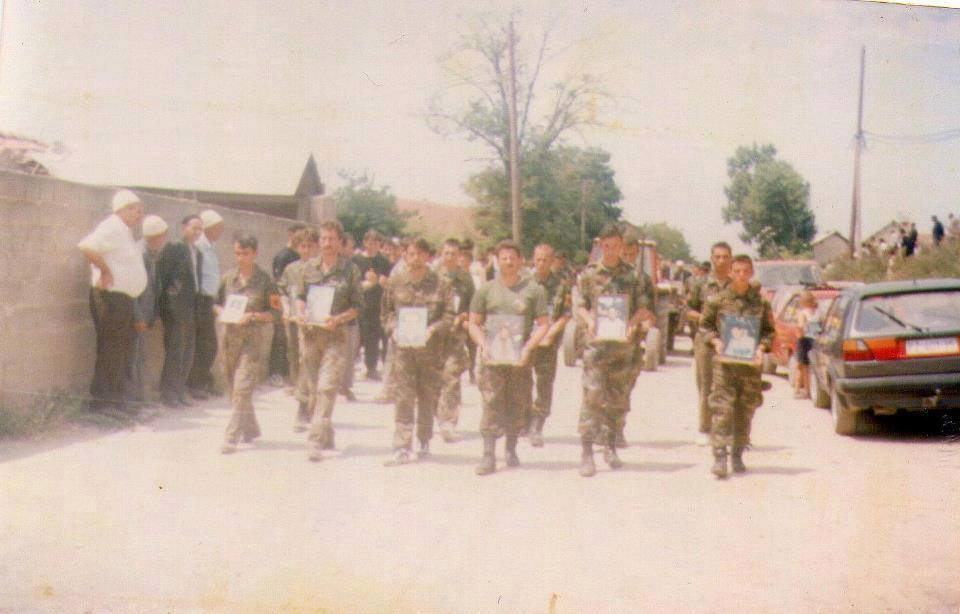
Aufmarsch der UÇK bzw. TMK zum Gedenken an die Kriegsopfer von Krusha e Madhe (September 1999)

Während des Kosovokriegs verübten serbische Truppen vom 25. bis 28. März 1999 einen Angriff auf Krusha e Madhe, eingeleitet durch Waffenbeschuss in den frühen Morgenstunden des 25. März. Im Darauffolgenden kam es zu Plünderungen und Brandschatzungen in dem Ort. Im Rahmen dieses Massakers von Krusha e Madhe wurden zu mehreren Zeitpunkten an verschiedenen Orten Menschen hingerichtet. 241 Menschen wurden hierbei getötet und etwa drei Viertel der Häuser in Brand gesetzt. Viele der Leichen wurden durch die serbische Polizei verbrannt, ein unbestimmter Teil wurde mit einem Bagger weggeschafft. Bis heute gelten über 63 Dorfbewohner als vermisst. Insbesondere wurden 140 Frauen zu Witwen, welche sich später in einem Verein zusammenfinden sollten.

## Bevölkerung
Gemäß letzter Volkszählung von 2011 hat Krusha e Madhe 4473 Einwohner, davon 4440 (99,26 %) Albaner.
| Volkszählung | 1919         | 1948 | 1953 | 1961          | 1971          | 1981          | 1991 | 2011          |
| ------------ | ------------ | ---- | ---- | ------------- | ------------- | ------------- | ---- | ------------- |
| Einwohner    | 712          | 1235 | 1412 | 1730          | 2460          | 3376          | 4311 | 4473          |
| Albaner      | 700(98,31 %) |      |      | 1627(94,05 %) | 2421(98,41 %) | 3341(98,96 %) | –    | 4440(99,26 %) |

## Wirtschaft

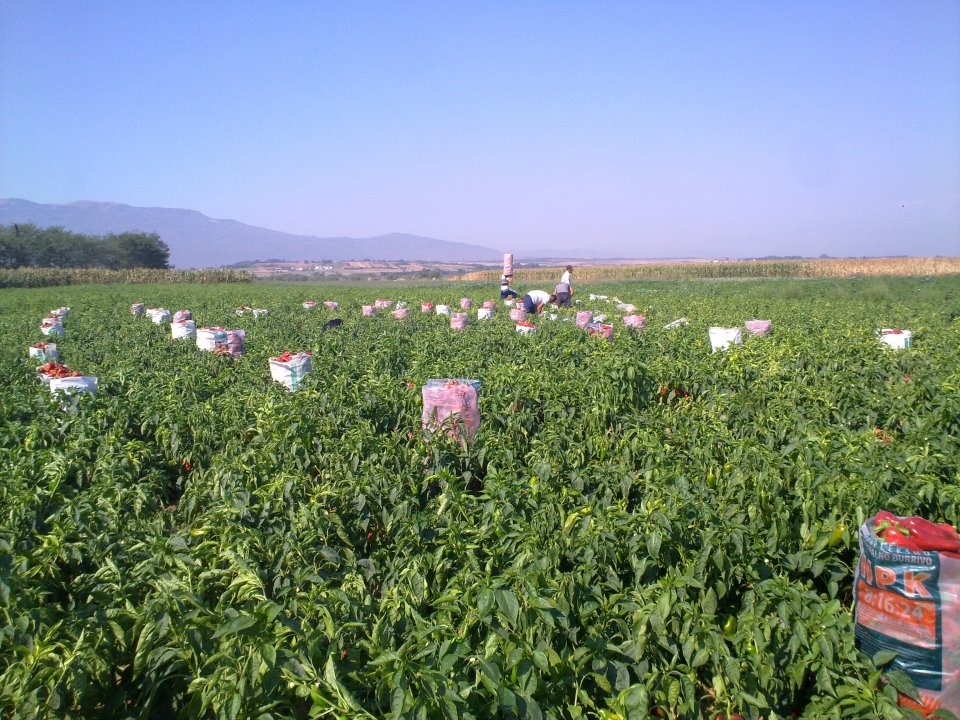
Anbauflächen der Landwirtschaftlichen Genossenschaft Krusha

Krusha e Madhe ist landwirtschaftlich ausgerichtet. Bereits zu früheren Zeiten war der Ort bekannt für Gemüseanbau, insbesondere Paprika.
2005 gründeten Kriegswitwen den Verein Gratë e Veja („die Witwen“), 2010 entwickelte sich aus ihm eine landwirtschaftliche Genossenschaft (Kooperativa Bujqësore Krusha). Produziert werden von dieser auch verarbeitete Lebensmittel wie Ajvar und eingelegtes Gemüse. Mittlerweile (2019) werden über 600 Tonnen Gemüse jährlich verarbeitet, etwa 70 % ins Ausland exportiert.

## Persönlichkeiten
- Ukshin Hoti (* 1943–?), Intellektueller, Philosoph und Friedensaktivist
- Mikel Gjokaj (* 1946), Künstler